# Sylvicapra grimmia
O bâmbi ou cabrito-cinzento  (Sylvicapra grimmia) é um pequeno antílope natural da África Subsaariana.

## Etimologia
"Sylvicapra" é originário da junção dos termos latinos silva, ae ("selva, floresta") e capra ("cabra"), significando, portanto, "cabra da floresta".